# Mas Altafulla (Argentona)
El Mas Altafulla és una masia eclèctica d'Argentona (Maresme) protegida com a Bé Cultural d'Interès Local.

## Descripció
Masia de quatre cossos perpendiculars a la façana, de planta baixa i pis, amb teulada a dues aigües.
Ha estat transformada en tres habitatges, el que ha suposat la mutilació de certes estances.
La façana té un portal de pedra de mig punt amb onze dovelles, dues espitlleres i cinc finestres de pedra, una d'elles amb la data 1690 gravada. També té un altre portal quadrat de pedra ara convertit en finestra.
L'entrada conserva dos portals de pedra d'accés a les estances laterals, així com l'escala de pedra. La sala del primer pis també conserva dos portals de pedra.
L'antic celler conserva una premsa quadrada.